# Isaac Isaacs
 (décembre 2017).
Si vous disposez d'ouvrages ou d'articles de référence ou si vous connaissez des sites web de qualité traitant du thème abordé ici, merci de compléter l'article en donnant les références utiles à sa vérifiabilité et en les liant à la section « Notes et références ».
Pour les articles homonymes, voir Isaacs.
Isaac Alfred Isaacs (Melbourne, 6 août 1855 – Melbourne, 11 février 1948), a été président de la Haute Cour australienne et un homme politique qui fut le neuvième gouverneur général d'Australie et le premier Australien à occuper ce poste.

## Biographie
Isaacs est né à Melbourne le 6 août 1855. Son père, un tailleur juif, était arrivé au Victoria en provenance de Grande-Bretagne l'année précédente. Sa famille était d'origine juive polonaise. Quand il eut quatre ans, sa famille alla s'installer à Yackandandah dans le nord du Victoria puis près de Beechworth. Il fit de brillantes études secondaires et devint instituteur. 
En 1875, il s'installa à Melbourne et devint greffier au Ministère de la Justice. En 1876, alors qu'il travaillait encore à plein temps, il entreprit de faire des études de droit à l'Université de Melbourne. Il obtint sa maîtrise en 1883. En 1888, il épousa Deborah Jacobs dont il eut deux filles.
En 1892, Isaacs fut élu député libéral au Parlement du Victoria. En 1893, il devint ministre de la Justice. En 1897, il fut élu à la convention constituante qui établit la Constitution australienne et y fut un partisan d'un projet démocratique.
Il fut élu député fédéral aux premières élections en 1901 pour le siège d'Indi en tant que supporter critique d'Edmund Barton et de son gouvernement protectionniste. Il fut l'un des députés de base qui milita pour une politique plus radicale et il s'attira l'animosité de nombre de ses collègues pour ses réserves et son autosatisfaction.
Alfred Deakin le nomma Ministre de la Justice en 1905 mais il fut un ministre tellement difficile que Deakin fut obligé de le retirer du gouvernement en le nommant juge à la Haute Cour. Il fut le premier ministre en exercice à démissionner du Parlement. A la Haute Cour, avec H.B. Higgins, il entra souvent en conflit avec son président Sir Samuel Griffith. Il siégea à la Haute Cour pendant 24 ans, s'attirant une réputation de juge compétent mais peu confraternel.
En 1930, le Premier Ministre travailliste, James Scullin, le nomma à la présidence de la Haute-Cour alors qu'il avait 75 ans puis, peu après, Scullin décida de nommer un Australien au poste de gouverneur général d'Australie et proposa le poste à Isaacs ce qui déclencha une tempête de protestation dans les partis d'opposition nationalistes et dans la presse conservatrice. Scullin dut aller à Londres en personne voir le roi George V pour obtenir sa nomination. Le roi l'accepta à contrecœur.
Quand l'Australie fut confrontée à la Grande Dépression, Isaacs accepta de réduire son salaire et exerça sa charge avec une grande simplicité. Il abandonna ses résidences de Sydney et de Melbourne et supprima la plus grande partie des réceptions. Il fut le premier gouverneur général à vivre en permanence à Canberra ce qui fut bien perçu par la population australienne. 
Lorsque le gouvernement Scullin fut renversé à la fin de 1931, Sir Isaacs passa le reste de son mandat en face du gouvernement de Joseph Lyons et de son parti l'United Australia Party. Il y eut au départ un froid entre Isaacs et les politiciens qui s'étaient opposés à sa nomination mais Lyons le traita toujours avec beaucoup de déférence et il se comporta de façon exemplaire. 
Isaacs avait 81 ans quand son mandat arriva à son terme en 1936 mais sa vie publique ne fut pas terminée. Il s'occupa pendant encore dix ans de causes variées et écrivit beaucoup au sujet des lois constitutionnelles. Dans les années 1940, il se brouilla avec la communauté juive australienne et internationale en raison de son opposition au sionisme. Isaacs n'était pas très pratiquant mais il voulait que le judaïsme soit une entité religieuse et non pas nationale ou ethnique. Il s'opposa à la création d'un pays juif en Palestine. 
Isaacs s'opposa au sionisme d'une part parce qu'il n'aimait pas le nationalisme d'où qu'il vienne, d'autre part parce qu'il considérait l'agitation sioniste en Palestine comme une trahison vis-à-vis de l'Empire britannique auquel il était très attaché. Quand les membres de l'Irgoun firent sauter l'Hôtel King David en 1946, il écrivit que "l'honneur des juifs à travers le monde demandait de renoncer à la politique sioniste". Il mourut en février 1948 sans voir la création de l'état d'Israël.